# Oxalis micrantha
Oxalis micrantha là một loài thực vật có hoa trong họ Chua me đất. Loài này được Bertero ex Savi mô tả khoa học đầu tiên năm 1832.